# George Kirbye
George Kirbye (1565 circa – 1634) è stato un compositore inglese del tardo periodo Tudor e della prima epoca giacobita.

## Biografia
Fu uno dei membri della English Madrigal School, ma compose soltanto musica sacra.
Molto poco si conosce sulla sua vita, anche se alcuni eventi possono essere dedotti. Lavorò a Rushbrooke Hall a Bury St Edmunds, evidentemente come precettore della figlia di Sir Robert Jermyn. Nel 1598 sposò Anne Saxye, prima di trasferirsi a Bury St Edmunds. Intorno a quel tempo fece la conoscenza di John Wilbye, un madrigalista famoso, che lavorava e viveva a pochi chilometri di distanza, e il cui stile egli adottò. Nel 1626 morì sua moglie, ed è noto che divenne custode di una chiesa, posto che mantenne fino alla sua morte. 
Le opere più significative di Kirbye furono dei salmi che compose nel 1592, i madrigali che scrisse per The Triumphs of Oriana (1601), la famosa collezione dedicata a Elisabetta I e un altro gruppo di madrigali pubblicato nel 1597. Stilisticamente, i suoi madrigali hanno dei particolari comuni ai modelli italiani di Marenzio rispetto a quelli dei suoi compatrioti: essi tendono al serioso, scritti in modo minore, mostrando una stretta attenzione al testo; a differenza di quelli di Marenzio, però, sono contenuti nel suo immaginario specifico.
Kirbye evitò lo stile leggero di Morley, che fu molto popolare, ed inserì nei madrigali lo stile serioso della musica inglese pre-madrigalistica. Le sue opere non erano eseguite spesso come quelle di Morley, Weelkes o Wilbye, ma nonostante non sia stato molto prolifico, alcuni dei suoi madrigali figurano anche in collezioni moderne.